# Steve Reich
Vous lisez un « article de qualité » labellisé en 2009.
Pour les articles homonymes, voir Reich (homonymie).
Œuvres principales
Piano Phase
Drumming
Music for 18 Musicians
The Desert Music
Different Trains
City Life
Three Tales
Steve Reich, né le 3 octobre 1936 à New York, est un musicien et compositeur américain. Il est considéré comme l'un des pionniers de la musique minimaliste, un courant de la musique contemporaine jouant un rôle central dans la musique classique des États-Unis. Pour caractériser son œuvre, et spécialement ses compositions de la période 1965-1976, il préfère utiliser l'expression « musique de phases » (traduite de l'américain Phasing), qui fait référence à son invention de la technique musicale du déphasage. À partir de 1976, il développe une écriture musicale basée sur le rythme et la pulsation avec l'une de ses œuvres les plus importantes, Music for 18 Musicians, qui marque le début de son large succès international. Dès lors reconnu comme un compositeur contemporain essentiel, il oriente son travail de composition autour de la mise en musique du discours, notamment dans des œuvres multimédia associant la vidéo créées en collaboration avec son épouse Beryl Korot.
Bien qu'ayant joué un rôle central dans l'évolution de la musique contemporaine, et, par ses œuvres, influencé des artistes au-delà de son champ de création, comme en musique électronique et en danse contemporaine, Steve Reich reste toutefois un compositeur peu prolifique qui n'a écrit, durant l'ensemble de sa carrière, qu'une cinquantaine de pièces distinctes. Celles-ci lui ont cependant valu de nombreux prix et distinctions internationales et font l'objet d'une très importante discographie.

## Biographie

### Jeunesse et études
Steve Reich, né dans une famille juive de la classe moyenne de New York en 1936, est le fils de Leonard Reich, un avocat, et de June Sillman qui se produit comme actrice, chanteuse, et compositrice de spectacles sur Broadway,,. Ses parents se séparent alors qu'il a un an, le conduisant à vivre jusqu'en 1942 entre New York chez son père où il est élevé par sa gouvernante, Virginia Mitchell, et Los Angeles durant les vacances avec sa mère qui s'est remariée à Sidney Carroll avec lequel elle aura trois autres enfants dont l'auteur de fantasy Jonathan Carroll,. À sept ans, il prend des leçons de piano mais, d'après ses dires, s'intéressera plus dans les années suivantes à la musique populaire. Durant son adolescence, il découvre également le jazz par l'intermédiaire de ses amis et fonde avec ceux-ci, à 14 ans, un groupe dont il est le batteur. Sa passion pour le rythme le pousse à étudier sérieusement les percussions avec Roland Kohloff, timbalier du New York Philharmonic.
Au début de ses études en 1953, Steve Reich suit d'abord un cursus de philosophie durant lequel il étudie notamment les essais de Ludwig Wittgenstein mais aussi l'histoire de la musique avec William Austin qui aura une grande importance dans l'orientation de ses goûts musicaux,. Il obtient son diplôme de l’université Cornell en 1957. Contrairement aux désirs de son père qui souhaite le voir mener une profession libérale,, il décide de poursuivre des études de musique à la Juilliard School of Music de New York, où il est inscrit de 1958 à 1961 dans les classes de piano et de percussions avec William Bergsma et Vincent Persichetti, mais aussi de composition en cours privés avec le pianiste de jazz Hall Overton. C'est également durant cette période qu'il rencontre, Art Murphy (qui deviendra un futur membre de son groupe), Peter Schickele et Philip Glass, lui aussi étudiant à la Juilliard mais avec lequel il déclare alors n'avoir rien en commun. Sa vie personnelle est marquée à cette époque par un premier mariage en 1960 avec Joyce Barkett, dont naîtra un fils Michael en 1962, mais le couple se séparera un an plus tard. Il décide de partir pour San Francisco à l'été 1961, où il vit une période de doutes personnels et enchaîne les petits boulots.
De 1962 à 1963, il étudie la composition avec Darius Milhaud et la musique atonale avec Luciano Berio, nouvellement recruté, au Mills College à Oakland en Californie où il obtient son Master of Arts. C'est durant cette période qu'il décide de ne pas composer dans le style alors dominant de la musique sérielle, déclarant même, en réaction contre celui-ci :
« John Cage et le sérialisme ont surtout représenté pour moi une influence à combattre. »
L'étude du sérialisme avec Berio a de fait poussé Steve Reich vers son attrait naturel pour le rythme et la tonalité. Lors de ses essais de composition sérielle, Reich se surprit à dénaturer le système, en utilisant la répétition de la série sous la même forme, afin d'y intégrer un peu d'harmonie. Berio lui dira alors : « Si vous voulez écrire de la musique tonale, allez-y, écrivez de la musique tonale ». C'est également durant ses années d'étude au Mills College que se situe le premier contact de Steve Reich avec la musique africaine, grâce à Gunther Schuller, qui lui fait découvrir le premier essai théorique sur le sujet, Studies in African Music d'Arthur Morris Jones, ouvrage qui fera dès lors partie de ses livres de référence,.
Il poursuit ensuite sa découverte du jazz modal au travers de John Coltrane qui aura une forte influence sur son écriture, au sein d'un groupe d'improvisation dont fait partie Jon Gibson, avec lequel il travaille régulièrement pendant six mois. À cette époque il fréquente le San Francisco Tape Music Center, institution reconnue pour ses travaux sur les musiques électroniques naissantes et la musique concrète. Reich fréquente également la San Francisco Mime Troupe dont le directeur lui demande de composer la musique de leur mise en scène d'Ubu roi d'Alfred Jarry dont la première est donnée le 10 décembre 1963. Il fait alors la connaissance de Robert Nelson (en), un cinéaste expérimental pour lequel il écrit les musiques originales de deux courts-métrages, The Plastic Haircut et Oh Dem Watermelons, en 1964, qui utilisent déjà comme support les bandes magnétiques et le principe des boucles. La même année il compose Music for Two or More Pianos (1964) où il expérimente les prémices du phasing posant ainsi les tout  premiers jalons de ses techniques futures. C'est également à l'occasion des soirées musicales organisées par Reich sur Boccana Street avec cette troupe de mime qu'il fait la rencontre en mai 1964 de Terry Riley venu assister en voisin à l'une d'entre elles. Riley et Reich s'aperçoivent alors de leurs intérêts communs et ce dernier se propose de faire partie de l'ensemble que Riley cherche avec difficulté à constituer pour l'exécution prochaine de sa toute nouvelle pièce. Le 4 novembre 1964, il participe en tant que pianiste, avec Jon Gibson (au saxophone) et sa petite amie de l'époque Jeannie Brechan (au piano électrique) qu'il a recrutés, à la création de In C, considérée comme l'œuvre fondatrice du courant minimaliste,. C'est Reich qui suggère à Riley d'utiliser une pulsation rythmique marquée et régulière au piano pour In C,. En retour l'influence de Riley sur les compositions à venir de Reich sera d'une importance majeure.

### Débuts du minimalisme
|  |

Steve Reich rencontre Terry Riley à l'été 1964, et se voit proposer par ce dernier de participer à la création mondiale le 4 novembre 1964 de In C, considérée par les musicologues comme l'une des premières compositions importantes du courant minimaliste. Au-delà de sa participation à l'exécution, Reich apporte également sa contribution à l'écriture de cette pièce en suggérant à Riley d'utiliser une pulsation fixe. Il compose ensuite ses deux premières œuvres reconnues, It's Gonna Rain (1965) et Come Out (1966). Alors considérées comme expérimentales, elles sont effectivement en partie le fruit d'un hasard technique lui faisant découvrir le principe du phasage/déphasage. Ces deux pièces sont également le reflet d'une conscience politique notamment en faveur du mouvement des droits civiques aux États-Unis et du danger de l'escalade nucléaire,. En septembre 1965, il retourne à New York, s'installe dans le quartier de TriBeCa, et fréquente de nombreux artistes du mouvement minimaliste comme Robert Rauschenberg, Sol LeWitt, et Robert Smithson. En 1968, il écrit son essai Music as a Gradual Process qui paraîtra l'année suivante et sera intégré dans le catalogue d'une grande exposition minimaliste au Whitney Museum. Steve Reich collabore en 1969 avec Philip Glass et Moondog dans leur démarche commune de créer un fort mouvement musical minimaliste, initié quelques années plus tôt. Il poursuit toujours son apprentissage musical, en particulier des percussions africaines, auprès de Gideon Alorworye à l'Institut d'études africaines de l'Université du Ghana à Accra où il passe l'été 1970. À son retour, influencé par son expérience, il compose Drumming, pièce pour percussions qui met en application ses recherches théoriques et pour l'exécution de laquelle il fonde son propre ensemble appelé Steve Reich and Musicians. Il entreprend ensuite l'étude du gamelan indonésien, cette fois-ci à Seattle et en Californie, notamment avec Nyoman Sumandhi de 1973 à 1974,.
Parallèlement à cet apprentissage, il compose une œuvre originale basée sur la technique de la répétition et l'utilisation de bruits de la vie quotidienne. Il ne délaisse pas pour autant les instruments traditionnels pour lesquels il compose de nombreuses pièces instrumentales ou orchestrales. Son œuvre devient internationalement reconnue dès 1971, avec l'enregistrement de Drumming chez la Deutsche Grammophon, faisant de lui une des figures de la musique contemporaine américaine et, particulièrement, de l'école de la musique dite répétitive, aux côtés de Terry Riley et Philip Glass. Il obtient alors une résidence à Berlin en 1974, se produit fréquemment avec son ensemble, obtient des commandes de composition, et publie Writings About Music, une somme théorique de ses techniques de composition et de leurs perspectives. Il rencontre également cette année-là la plasticienne Beryl Korot, se produisant à The Kitchen, qu'il épouse le 30 mai 1976, dont il aura un fils, Ezra Reich, en 1978, et avec laquelle il ne cessera dès lors de collaborer.

### Reconnaissance internationale

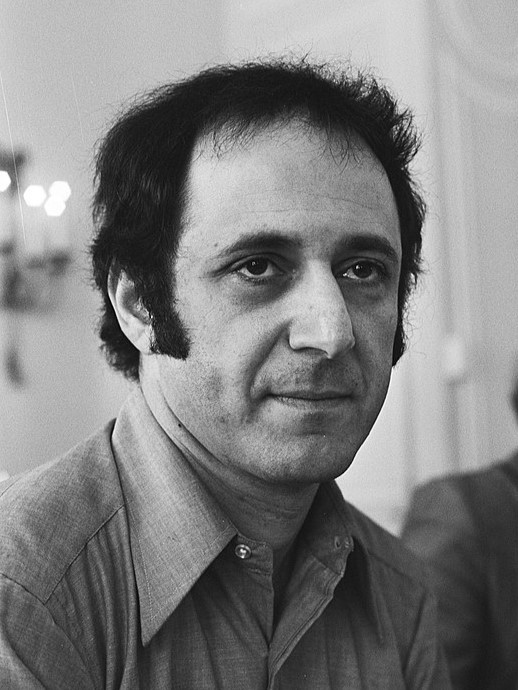
Steve Reich au Holland Festival en 1976.

S'écartant de ses recherches musicales antérieures sur la répétition pure, Reich décide à partir de 1973 de s'orienter vers un travail sur le rythme, la pulsation, et la notion de « variation timbrique de surface ». Il compose quelques-unes de ses œuvres les plus connues dans les années 1970-80, comme Music for 18 Musicians (1976), Eight Lines (1979), The Desert Music (1984) ou Different Trains (1988). La plupart des compositions de cette période sont destinées à de grands effectifs instrumentaux. Un nouvel élément s'introduit alors dans la musique de Reich : à partir de 1976, il effectue un retour vers le judaïsme en étudiant la musique (cantillation) et les textes bibliques (il apprend l'hébreu) dans un premier temps à New York puis en février 1977 à Jérusalem. Cette période constitue un moment de doutes importants dans la carrière de compositeur de Steve Reich qui, après Music for 18 Musicians, éprouve le sentiment d'avoir épuisé ses sources créatrices et pense ne plus rien avoir à écrire sans se répéter, ce qu'il refuse. Il est alors sérieusement tenté d'abandonner la musique et de devenir rabbin. À terme, ses études sur ses racines hébraïques aboutiront à l'écriture de Tehillim, sa première œuvre empreinte de culture hébraïque, qui marquera un nouveau tournant dans son style de composition et un nouvel élan personnel.
Toute la période des années 1980 et années 1990 est en effet marquée par une implication personnelle philosophique, religieuse, historique, et politique importante dans l'écriture de ses œuvres. Reich s'écarte ainsi de la pure recherche formelle qui caractérisa ses compositions minimalistes pour y ajouter une dimension de réflexion et de questionnement intellectuels. Par ailleurs, ses créations musicales ne se limitent plus uniquement à être jouées par un simple ensemble musical mais incorporent également dès le stade de la composition l'apport des nouvelles technologies audiovisuelles, notamment la vidéo et le multimédia qu'il aborde en collaboration avec sa femme Beryl Korot. Les œuvres marquantes de cette période sont principalement des compositions pour des ensembles musicaux, les séries Counterpoint pour différents instruments, et deux importants opéras multimédia, The Cave (1990) et Three Tales (2002), qui sont respectivement le fruit de ses réflexions sur l'Ancien Testament partagé par les religions monothéistes et sur les avancées technologiques au XXe siècle.

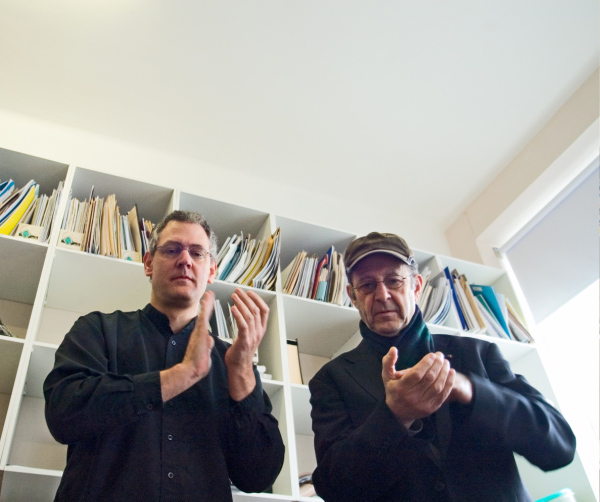
Steve Reich (à droite) interprétant Clapping Music avec un partenaire en 2006.

Le Lincoln Center à New York a présenté une importante rétrospective de son travail en juillet 1999 dans le cadre de son festival d'été. En 2006, à l'occasion de son 70e anniversaire, des festivités ont été organisées dans le monde entier et notamment à New York avec un cycle, appelé Steve Reich @70, de concerts et de rétrospectives dans les plus grandes institutions musicales de la ville comme le Carnegie Hall, le Whitney Museum, le Lincoln Center et la Brooklyn Academy of Music. Steve Reich, qui vit désormais à Pound Ridge dans le comté de Westchester au nord de New York, compose pour ces manifestations en son honneur les Daniel Variations, œuvre commanditée en mémoire de Daniel Pearl. À cette occasion, une compilation de ses principales compositions est éditée sous le titre (américain) de Phases. Une manifestation plus modeste du même type a été également organisée par des institutions musicales de New York, Londres, et Paris, en 2011 pour son 75e anniversaire,.
Steve Reich a reçu de nombreux prix prestigieux. En 1994, il devient membre de l'American Academy of Arts and Letters. Parmi les récompenses internationales, il reçoit en 2006, le Praemium Imperiale de musique. En 2007, il est récompensé par le prestigieux prix Polar Music (corécipiendaire avec Sonny Rollins) pour « son unique capacité à utiliser les répétitions, les techniques de canon, et les variations minimales de motifs pour développer un univers entier de musique évocative. Inspiré par différentes traditions musicales, [il] a transféré les questions de foi, de société, et de philosophie dans une musique hypnotique qui a inspiré des musiciens et compositeurs de divers horizons ». Enfin, après avoir été trois fois successivement finaliste de 2003 à 2005, il reçoit le prix Pulitzer 2009 pour la musique le 20 avril 2009, pour Double Sextet, œuvre créée en 2008.

## Langage musical

### Influences et œuvres de jeunesse
Comme beaucoup de compositeurs américains du XXe siècle, Steve Reich déclare que ses influences musicales fondamentales sont les œuvres de Bach, Debussy, Satie, Ravel, Bartók (dont Mikrokosmos), Kurt Weill, Igor Stravinsky et le jazz avec en particulier le bebop et les compositions de John Coltrane (dont Africa/Brass),, ; il reste cependant très distant envers le rock and roll naissant qui ne l'intéresse pas. L'influence de la musique impressionniste française s'est selon lui inconsciemment manifestée dans l'écriture des harmonies, avec une ligne basse « colorée » et le registre intermédiaire soutenant la « structure ». Steve Reich reconnaît également que l'autre grande influence sur sa musique vient du cantus firmus, mélodie des organums de Pérotin, compositeur de l'École de Notre-Dame de Paris au XIIe siècle. Cela se caractérise dans ses compositions par l'utilisation du canon « s'appliquant à n'importe quel son » et à l'utilisation des techniques d'augmentation vers les extrêmes par des incréments différents des multiples de deux. C'est toutefois de Bartók, et plus particulièrement de Mikrokosmos, que Reich tire l'idée de l'utilisation du canon. La structure de l'œuvre en forme d'arche, les mouvements parallèles de quartes et de quintes, ainsi que l'utilisation des modes viennent aussi de l'étude de ce compositeur.
Les compositions de jeunesse de Steve Reich sont écrites dans le style dodécaphonique qu'il étudie alors au Mills College avec Berio, mais dans lesquelles il introduit déjà le principe de la répétition, comme pour Music for String Orchestra, pour recréer une harmonie statique. Pour l'obtention de son diplôme de fin d'études, il compose Four Pieces en 1963 pour trompette, saxophone, piano, contrebasse, et percussions qui est marqué par une écriture sérielle mais faisant un clair retour à la modalité et de nombreux emprunts au jazz. Cette dernière pièce de ses années d'études est importante dans le sens où elle a fait réaliser à Steve Reich que, malgré ses limites en tant que musicien exécutant, il devait être capable de jouer toutes ses compositions arrivant à la conclusion que pour lui : « Une situation musicale saine résulte seulement de l'union des fonctions de compositeur et de musicien en une même personne. »

### Découverte du déphasage

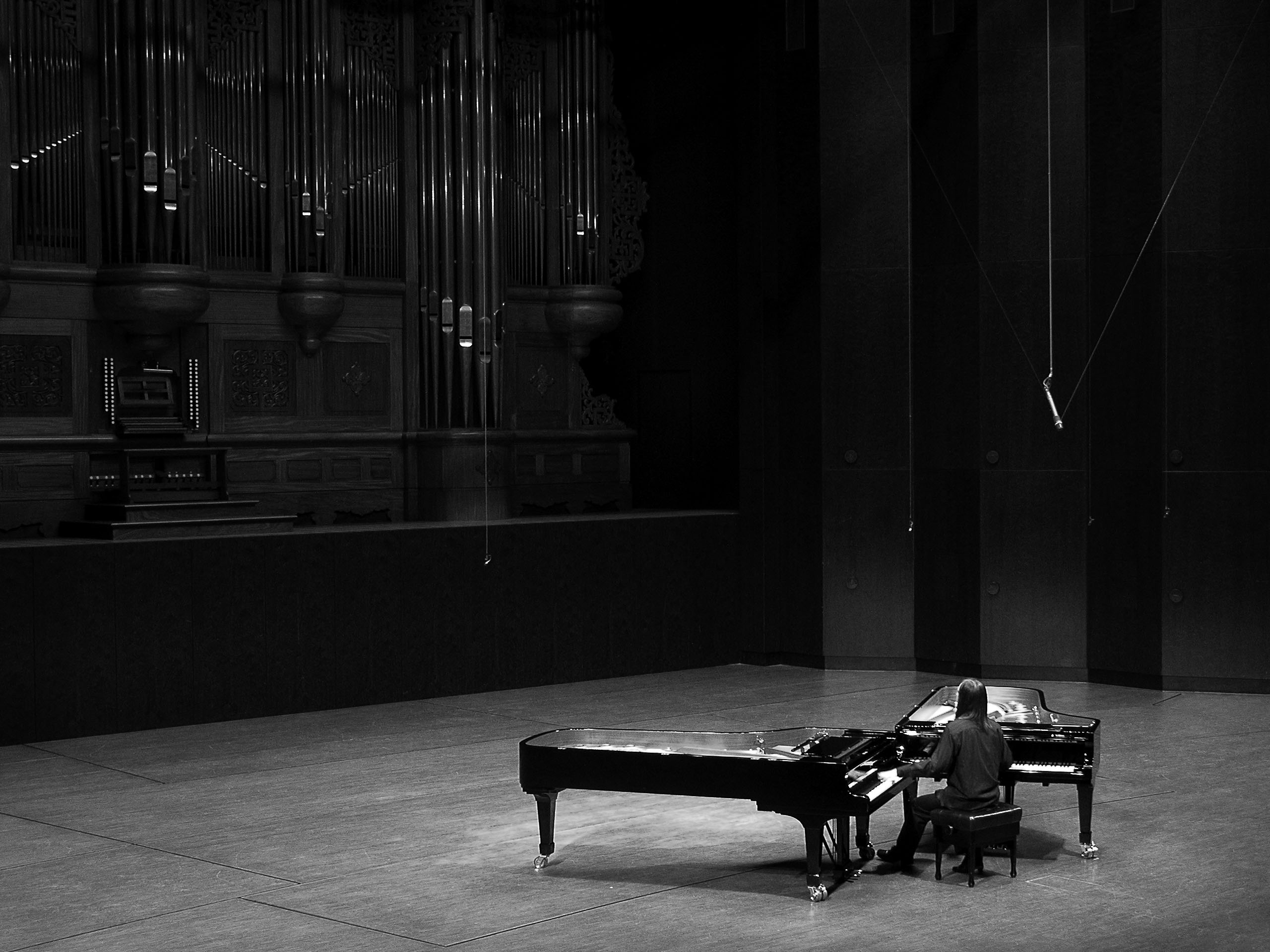
Peter Aidu jouant Piano Phase seul sur deux pianos simultanément.

Ses premières réelles œuvres datant du milieu des années 1960 sont construites sur le principe du décalage graduel de l'exécution des motifs musicaux, créant par phasage/déphasage, des sonorités nouvelles. À la suite d'un hasard technique survenu à ses magnétophones tombés en panne de synchronisation alors qu'il enregistre le discours d'un prédicateur à San Francisco, il a l'idée de faire passer en continu deux boucles du même son, jouées simultanément au départ, puis de les accélérer progressivement l'une par rapport à l'autre. Ce procédé a pour effet de faire émerger de nouvelles figures sonores à partir du même matériau musical. Il est utilisé pour la première fois dans le morceau fondateur It's Gonna Rain en 1965, puis dans Come Out et Melodica en 1966 puis adapté à un premier instrument, le saxophone, dans la pièce Reed Phase en 1967. Deux ans plus tard, ce procédé est aussi appliqué aux instruments seuls et joués en direct se passant ainsi potentiellement des bandes magnétiques et de toute aide mécanique pour l'exécution de Piano Phase et Violin Phase composés à la fin de l'année 1967.
L'utilisation du déphasage met l'accent sur la structure des pièces. Reich dit explicitement dans son essai de 1967 Music as a Gradual Process qu'il souhaite faire entendre à l'auditeur le déroulement du processus musical et ceci de façon graduelle. La structure des pièces est clairement exposée, avec un matériel musical extrêmement simple, de façon que l'auditeur puisse percevoir les petites variations introduites progressivement.
Reich entrevoit cependant assez rapidement les limites de la technique de déphasage et commence dès Violin Phase (1967) à ne plus se focaliser exclusivement sur le résultat brut du processus. Le compositeur intègre alors des « motifs résultants » qui consistent en la superposition des différentes voix créant, de manière spécifique et différente pour chaque auditeur, des illusions psycho-acoustiques de perception de sons supplémentaires. Il décide aussi explicitement du nombre de temps de déphasage et de l'ajout de voix supplémentaires. L'introduction de choix esthétiques de la part du compositeur éloigne ces pièces d'un pur statut de pièces expérimentales, n'étant plus le simple résultat d'un processus de déphasage,. Violin Phase (1967) est encore aujourd'hui considéré comme un aboutissement des techniques de phasing et de « motifs résultants ». Toutefois, Reich voit ses œuvres de la période 1965-1971 comme étant des pièces radicales, des études rigoureuses d'une technique, qu'il étudiait obstinément.

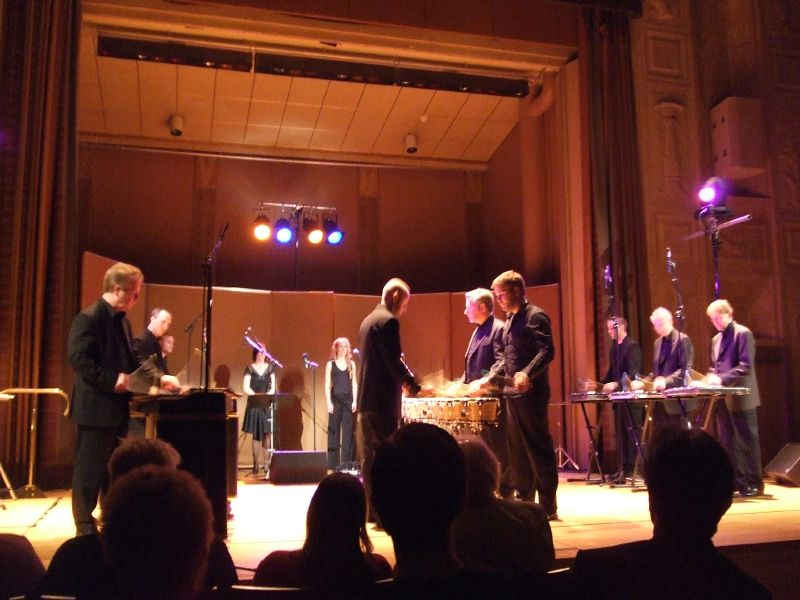
Une exécution de Drumming à Stockholm en 2007, pièce la plus complexe du « minimalisme de phase ».

Avec Drumming (1971), Steve Reich étend ses techniques musicales et produit ses derniers raffinements dans l'utilisation du déphasage, tout en allant vers une musique plus texturée et ressemblant plus à une structure de type mélodie et accompagnement. Si l'intérêt pour la structure et le rythme reste présent, Drumming est beaucoup plus concerné par le son et l'harmonie. Le compositeur intègre également pour la première fois des voix. Il combine des instruments de différents timbres et s'intéresse au changement graduel de timbre, tout en gardant le rythme et les hauteurs constants. Reich délaisse le déphasage pur en 1972, mais il y reviendra ponctuellement dans quelques œuvres ultérieures comme Nagoya Marimbas datant de 1994.

### Vers un style plus complexe
L'aboutissement de dix ans de travail de Reich sur le minimalisme voit son apogée et une évolution stylistique cruciale avec son ambitieuse pièce, Music for 18 Musicians dont la composition a pris deux années entre mai 1974 et avril 1976. Cette pièce en effet propose, non plus un minimalisme ascétique et théorique basé sur un processus mathématique strict de décalage de phase, mais développe toute une gamme de recherches sur l'harmonie, la mélodie, le rythme, et surtout la pulsation, qui constitueront dès lors les fondamentaux de l'écriture de Steve Reich basée sur la « notion de variation timbrique de surface ». La pièce est écrite pour se libérer des structures strictes que Reich avait utilisées jusque-là, et ne cherche plus à faire entendre les processus de construction musicaux. De plus, l'introduction d'éléments plus riches rend à la fois le suivi du processus plus difficile, et sans objet. Music for 18 Musicians marque l'intérêt du compositeur vers des textures de plus en plus riches, et le travail avec de grandes variétés d'instruments. Reich confirme en déclarant en 1976 ne plus être intéressé par la musique minimaliste au sens strict.
En 1981 avec la pièce Tehillim puis en 1984 avec The Desert Music, Steve Reich décide de ne plus utiliser les voix comme des instruments, mais commence à écrire pour les chanteurs de véritables textes à interpréter. Il en résulte une nécessité pour le compositeur d'effectuer des changements constants de mesures afin de les adapter aux accents toniques des syllabes et d'un point de vue harmonique d'utiliser des accords chromatiquement altérés pour s'adapter à la diction de l'hébreu. Tehillim est aussi la première composition qui n'utilise pas la répétition de courts motifs musicaux, même si la répétition est toujours une composante importante de l'œuvre. Les motifs et leurs répétitions sont dictés par le texte des psaumes, dont Steve Reich souhaitait préserver le sens. Le regain d'intérêt de Steve Reich pour sa culture juive et la religion l'ont amené à s'intéresser à la cantillation, dont l'étude influence en partie sa manière de composer, en particulier dans Octet, mais il décide sciemment d'ignorer la tradition pour la composition de Tehillim.
À cette époque, la musique de Reich procède également souvent par récupération de très nombreuses sonorités quotidiennes, comme des annonces et des bruits de trains dans Different Trains (1988) ou des sirènes de voitures de secours et des alarmes de voitures dans City Life (1995). Reich ajoute alors à sa composition des entretiens de personnes réalisés pour l'occasion sur lesquels il double chaque discours par un instrument de référence comme l'alto pour les voix de femme et le violoncelle pour celles des hommes dans Different Trains. La « mélodie du discours » devient alors le matériau musical. Le discours articulé occupe également une place importante, souvent sous une forme répétée comme pour The Cave (1990), Three Tales (2002), ou plus récemment avec WTC 9/11 (2011) utilisant des enregistrements sonores et témoignages en relation avec les attentats du 11 septembre 2001. Une forme de chant discontinu constitue ainsi une partie importante de son œuvre.
En 2008, il s'essaie avec 2×5 à l'utilisation formelle d'un ensemble musical issu de la scène pop-rock (guitares, basse, batterie), démarche qu'il poursuit en 2012 avec Radio Rewrite, cette fois-ci dans l'écriture musicale inspirée des lignes mélodiques empruntant à deux chansons du groupe de pop anglaise Radiohead,.
À partir de 2015, il décide de revenir à l'écriture pour de plus grands ensembles, ce qui donne lieu à la création de deux pièces – Runner (2016) et Music for Ensemble and Orchestra (2018) – marquant un retour à la composition pour orchestre. Ce processus se poursuit par la collaboration artistique avec le peintre et plasticien allemand Gerhard Richter pour la création d'une œuvre multimédia (peintures de Richter, film de Corinna Belz et musique de Reich) intitulée Reich/Richter (2019),.

## Réception et critiques
Dans les années 1960, les premières œuvres de Steve Reich sont jouées dans des galeries d'art, des musées, ou dans des universités. Reich ne se sent ni à l'aise avec les sérialistes, ni avec les suiveurs de John Cage, mais trouve par contre une oreille attentive dans le milieu de l'art contemporain et des plasticiens qu'il fréquente. La première exécution publique dans une salle de concert classique est organisée grâce au soutien de Michael Tilson Thomas et du Boston Symphony Orchestra, le 8 octobre 1971 à Boston, où Reich, Tilson Thomas, et deux membres du Boston Orchestra interprètent Four Organs. Le concert suivant, en 1973, dans la célèbre salle du Carnegie Hall à New York, déclenche un scandale, les spectateurs et les critiques étant franchement hostiles au caractère hypnotique et répétitif de la pièce,.
Ce sont les enregistrements discographiques qui aident Steve Reich à développer sa réputation, en particulier un disque produit par le label français Shandar comportant Four Organs et Phase Patterns. La tournée de son ensemble en Europe est aussi l'occasion de certaines critiques positives, comme celle de Daniel Caux à Paris en 1971. Les concerts en Allemagne reçoivent cependant moins de succès, voire sont accueillis avec une certaine hostilité. Les critiques aux États-Unis sont mitigées, parfois hostiles, comme celles de Donald Henahan du New York Times, ou plus favorables, comme celles de Tom Johnson pour Village Voice, un journal influent de la création alternative new-yorkaise.
La reconnaissance discographique viendra de l'Allemagne avec en 1974 l'enregistrement sur le prestigieux label de musique classique Deutsche Grammophon des pièces Drumming, Six Pianos, et Music for Mallet Instruments, Voices, and Organ. En 1978, c'est l'enregistrement de Music for 18 Musicians qui fait véritablement connaître la musique de Steve Reich internationalement et à une large audience. C'est le label allemand Edition of Contemporary Music, consacré au jazz et aux musiques improvisées, qui produit le disque permettant la diffusion et la découverte d'une de ses œuvres fondamentales auprès d'un public beaucoup plus large que celui de l'avant-garde. À ce jour, Reich a une discographie individuelle de plus de 70 disques distincts et d'environ une trentaine d'enregistrements en collaboration avec principalement d'autres artistes du courant minimaliste, ce qui est assez remarquable pour un compositeur vivant. Par ailleurs, ces dernières années, les concerts affichant ses œuvres au programme sont relativement importants avec une moyenne d'environ 250-300 dates par an dans le monde démontrant l'intérêt et la large diffusion de son œuvre auprès du public.
Ce sont les compositeurs de l'avant-garde et quelques musicologues qui sont le plus hostiles aux travaux de Reich et plus généralement à la musique minimaliste. Bien que reconnaissant une certaine rigueur à la démarche du compositeur, certains musicologues qualifient sa musique de « musique sans passé ni avenir », participant à une « régression de l'écoute ». Elliott Carter est l'un des compositeurs les plus critiques de l'utilisation de la répétition en musique, qu'il assimile aux répétitions non sollicitées de la publicité. À l'opposé, le compositeur György Ligeti, l'un des compositeurs les plus importants du XXe siècle et très admiré de Reich, dit de sa musique que les principes simples de construction forment une musique riche et complexe particulièrement élégante et sophistiquée.

## Influence de Steve Reich dans les créations contemporaines

### En musique classique

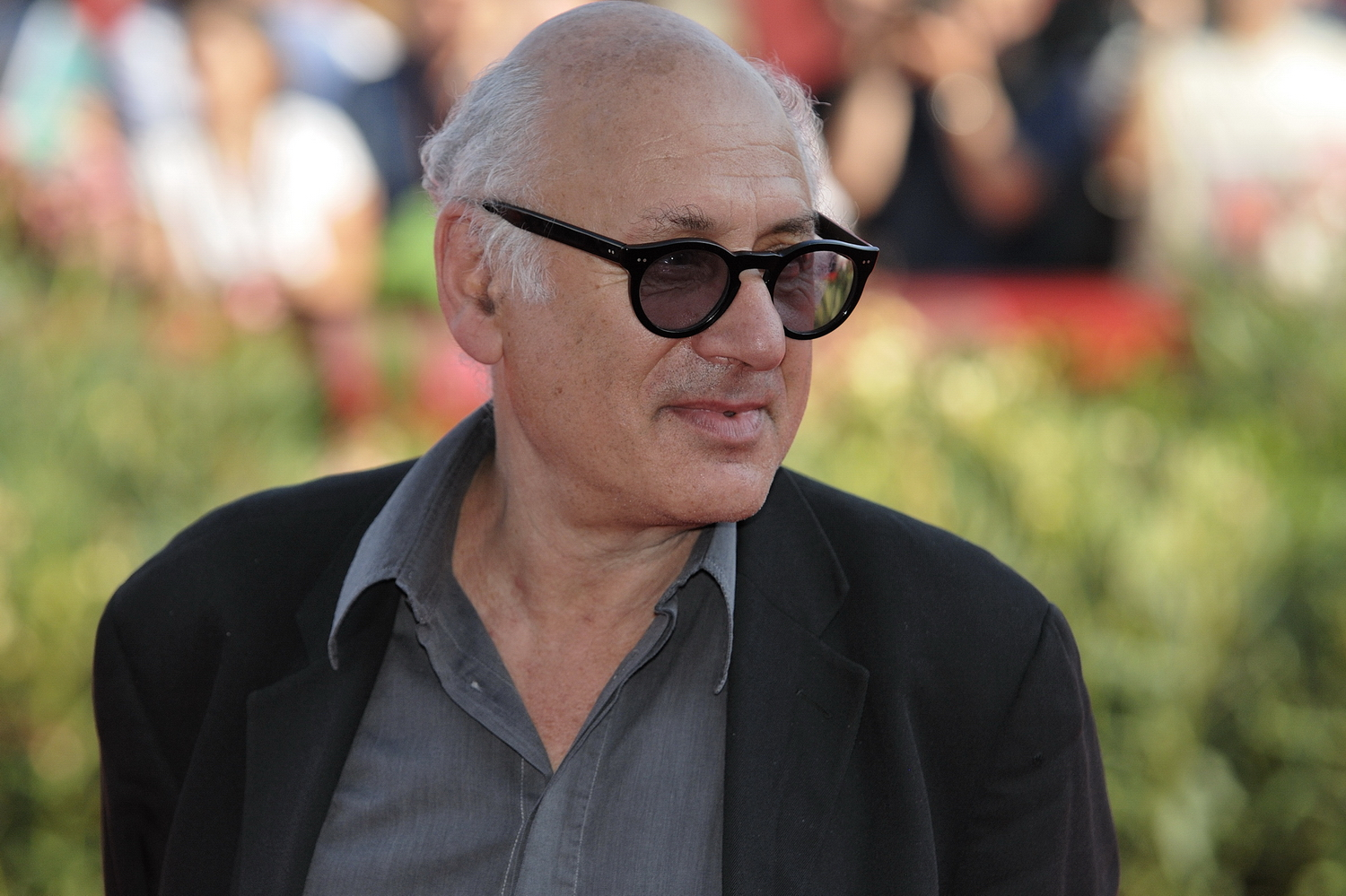
Le compositeur anglais Michael Nyman fortement influencé par Reich.

Steve Reich est reconnu par de nombreux journaux internationaux comme « l'un des plus importants compositeurs du XXe siècle » (The New York Times) ou « l'un des seuls compositeurs vivants qui peut légitimement prétendre avoir infléchi le cours de l'histoire de la musique » (The Guardian),. Plus prosaïquement, l'importance de Steve Reich dans la musique de la fin du XXe siècle peut être évaluée à son impact sur ses contemporains. Steve Reich a fait la connaissance de Philip Glass lors de leurs études à la Juilliard School. Alors qu'ils sont considérés comme les deux figures majeures de la musique minimaliste, il est difficile de noter une influence majeure de l'un sur l'écriture de l'autre, si ce n'est par leur volonté commune et contemporaine au début de la création du mouvement d'utiliser le principe de la répétition, de la variation subtile d'un motif, et de pratiquer un retour à l'harmonie. En 1968, Philip Glass forme son propre ensemble musical peu de temps après Steve Reich (qui le fonde en 1966) mais participera cependant en tant qu'instrumentiste à la création des pièces Four Log Drums (1969) et Four Organs (1970) de son ami avant qu'ils ne prennent leurs distances. En revanche, les techniques musicales de Reich, notamment l'utilisation à partir de 1981 du langage parlé comme support de composition, influenceront directement le travail de Scott Johnson qui utilisera les mêmes techniques et de John Adams pour ses compositions plus proches de la tradition occidentale de l'opéra. Il est également reconnu que Reich a joué un important rôle dans le développement de la musique minimaliste anglaise en raison de son amitié avec Michael Nyman et de l'impact de ses processus rigoureux de phasing pour les compositeurs de musique expérimentale tels que Christopher Hobbs, Dave Smith et John White. Reich est aussi régulièrement cité par des musiciens de jazz comme une source d'influence ou d'intérêt, comme pour Nik Bärtsch.

### Musiques électroniques et pop-music
Par ailleurs, Steve Reich a eu une influence considérable dans le monde de la pop. Le cas le plus célèbre est celui de Brian Eno qui découvrit sa musique au milieu des années 1970 lors d'un concert en Angleterre en 1974 et qui reconnaît que Music for Airports est un « produit de la musique de Reich ». En raison du lien entre Eno et David Bowie qu'il emmena à un concert en 1976, ce dernier fut aussi influencé par l'aspect électronique et les techniques de Reich qu'il considère être des « pistes des tonalités du futur ». Enfin, les principes de sampling énoncés par Reich dès ses premières œuvres de la période 1965-1968 furent repris par les artistes des musiques électroniques comme Jeremy Peyton Jones, Andrew Poppy, ou le groupe anglais The Orb, aboutissant à certains développements de la techno des années 1990 comme l'a prouvé l'hommage rendu à Reich par des artistes comme Chris Hughes avec son album de reprises des compositions minimalistes Shift (1994) ou Coldcut, Ken Ishii et DJ Spooky dans leur album collégial Reich Remixed datant de 1999.
Certains artistes de rock ont également été influencés par Steve Reich. Lee Ranaldo, guitariste de Sonic Youth déclare avoir été autant marqué par la musique de Reich dans les années 1970, que par l'ensemble de ce qui se faisait dans le rock à la même époque. Il reconnaît y trouver admiration et inspiration jusqu'à aujourd'hui. Enfin, plus récemment la critique de Rolling Stone a trouvé une forte influence de Music for 18 Musicians dans l'album concept Illinois (2005) de Sufjan Stevens.

### Danse contemporaine
Au-delà de la musique, les compositions de Steve Reich ont influencé fortement le travail de l'une des plus importantes chorégraphes de danse contemporaine, la Belge Anne Teresa De Keersmaeker. Le début de sa carrière sera marqué par sa découverte de la musique du compositeur new-yorkais lors de ses études à la Tisch School of the Arts durant lesquelles elle écrit sa pièce fondatrice Fase (1980-1982) déclinant avec la danse - sur les œuvres Piano Phase, Violin Phase, Come Out, et Clapping Music - le principe du déphasage/phasage du compositeur,. Durant plus de vingt-cinq ans, De Keersmaeker utilisera les compositions de Reich qui deviendra dès lors « le compagnon de route et le point d'ancrage » pour ses spectacles parmi les plus importants : Fase (1982), Drumming (1998), Rain (2001). Reich, très impressionné par le travail de De Keersmaeker grâce auquel il déclare avoir découvert de « nouveaux plans émotionnels et psychologiques à son travail », lui composera spécialement en retour la pièce Dance Patterns en 2002 qu'elle utilisera pour écrire Counter Phrases en 2003. En 2007, elle crée une soirée hommage intitulée Steve Reich Evening reprenant l'ensemble de ses travaux chorégraphiques sur 25 ans autour de la musique de Reich en mettant en lumière son importance dans ses créations.
Par ailleurs, entre 1971 et 1975 Steve Reich a beaucoup travaillé avec la chorégraphe américaine Laura Dean qui écrivit un grand nombre de pièces sur ses compositions dont Drumming (1975), Impact (1985) qui leur vaudra un Bessie Award commun, et Space pour le New York City Ballet (1988). Ses musiques ont également servi de supports aux créations de Lucinda Childs, Lar Lubovitch, Jerome Robbins, Eliot Feld, et Twyla Tharp.

## Œuvres

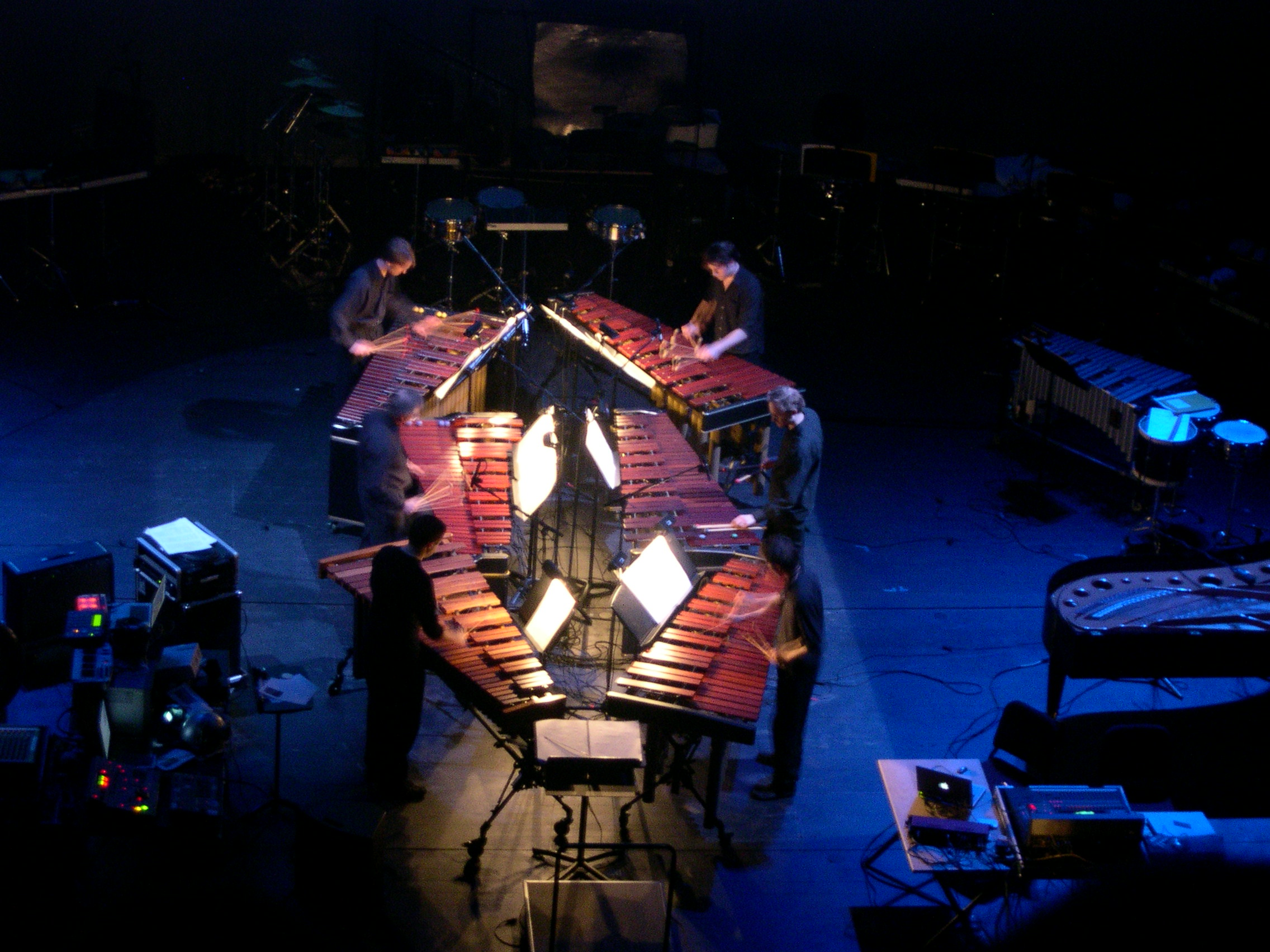
Interprétation de Six Marimbas (1973).

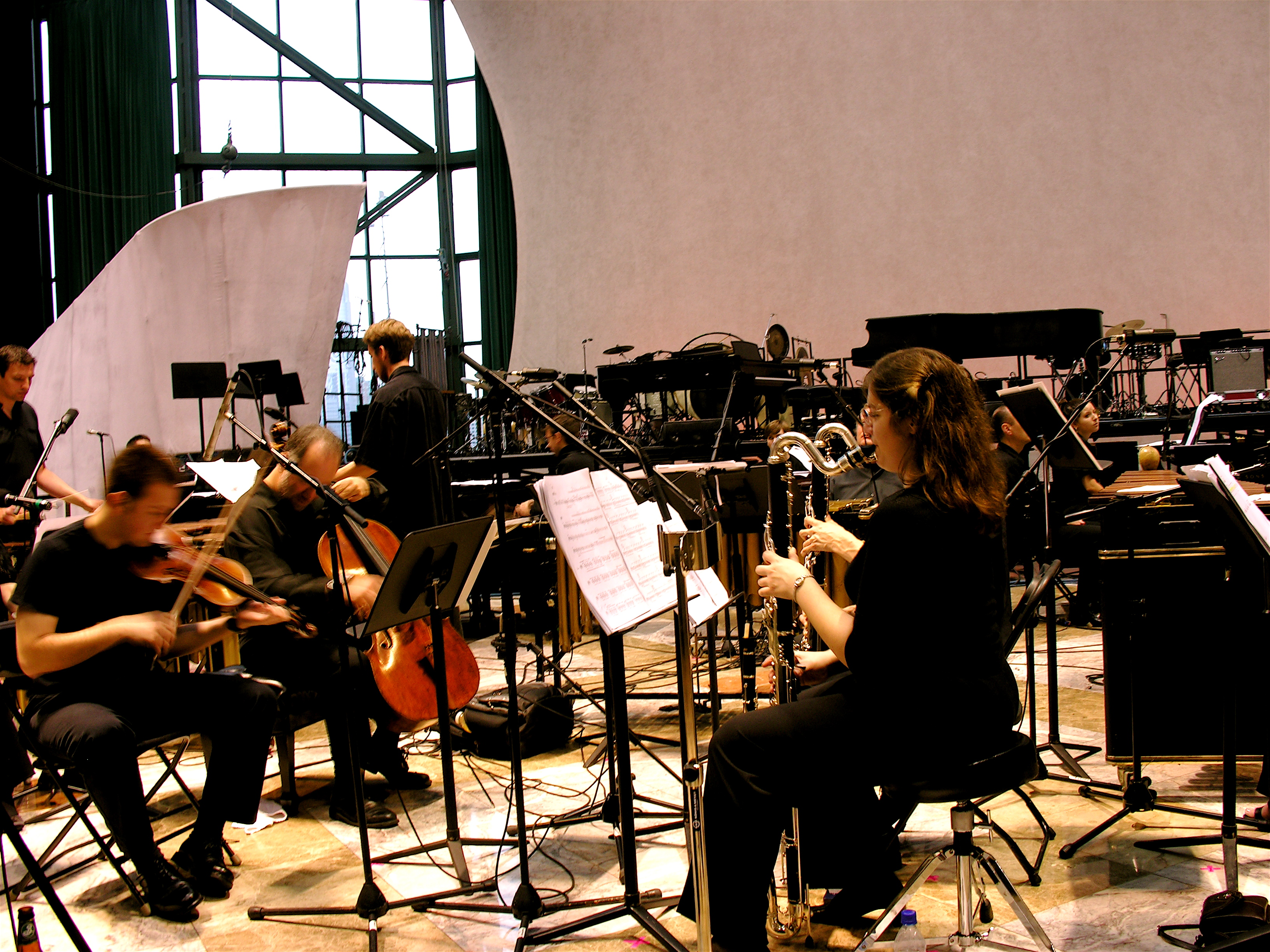
Répétition de Music for 18 Musicians (1976), une œuvre majeure de Reich.

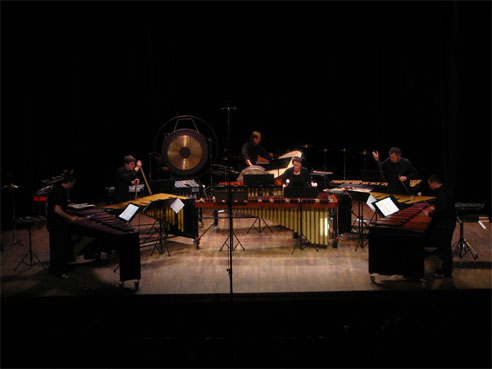
Sextet (1985) en concert à Lyon, lors des célébrations en France du de Reich.

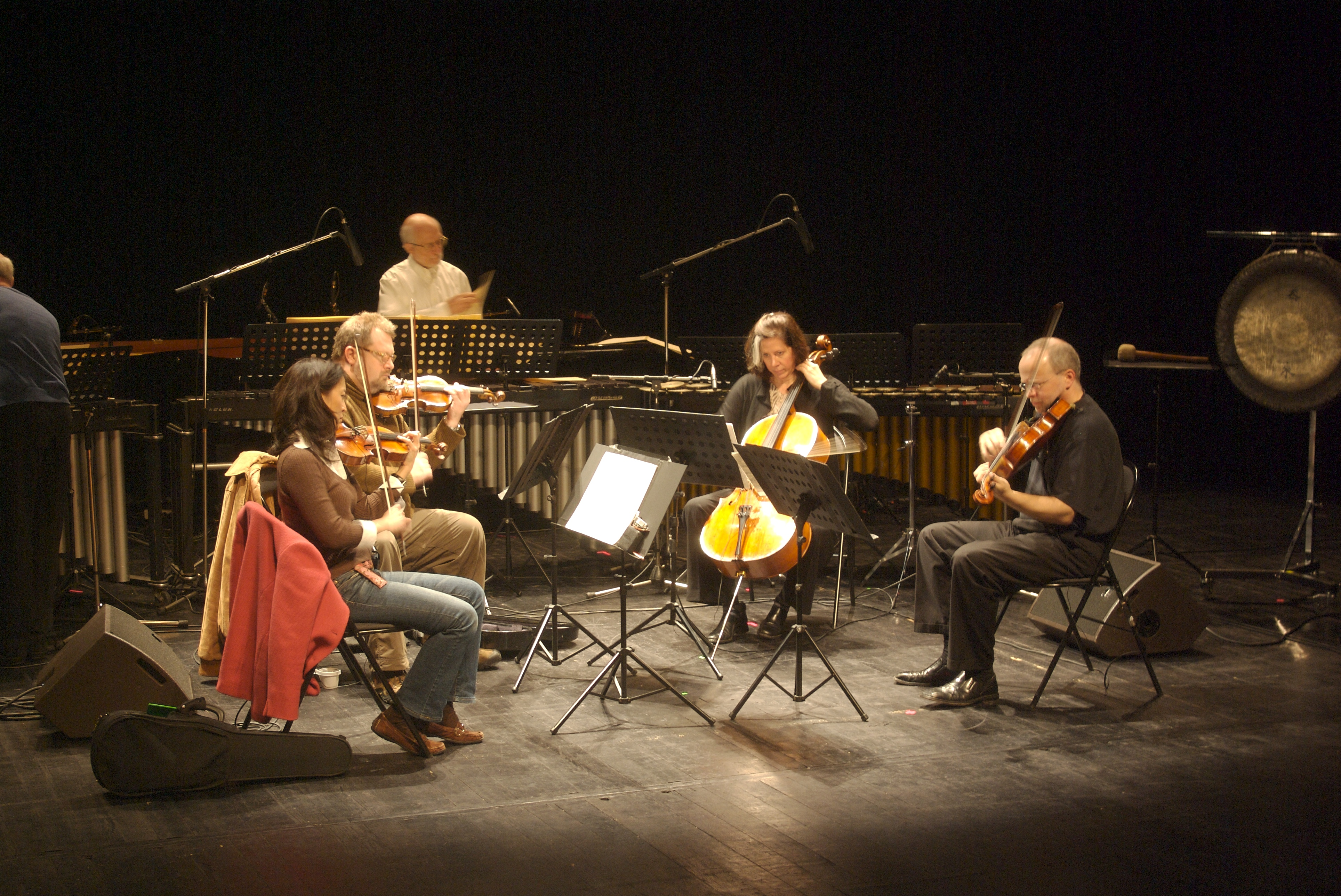
Répétition de Different Trains (1988).

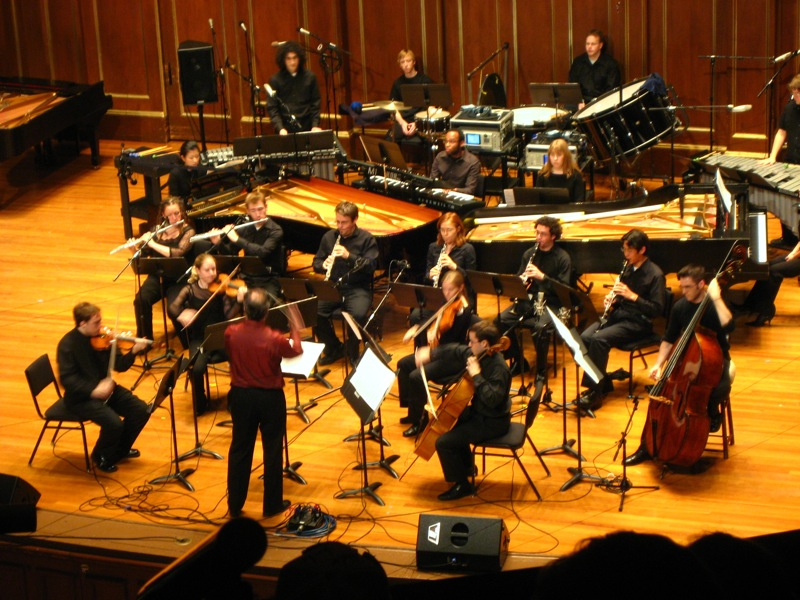
Exécution de City Life (1995).

### Œuvres de jeunesse non publiées
- 1961 : Music for String Orchestra (œuvre d'écriture dodécaphonique)
- 1963 : Four Pieces (composition de fin d'études au Mills College)
- 1963 : Pitch Charts (composition en partie improvisée)
- 1963 : The Plastic Haircut, musique de film expérimental
- 1963 : Ubu Roi (composition pour spectacle de mime)
- 1964 : Oh Dem Watermelons, musique de film expérimental
- 1964 : Music for Two or More Pianos

### Œuvres éditées
- 1965 : It's Gonna Rain
- 1966 : Come Out
- 1966 : Melodica
- 1966 : Reed Phase
- 1967 : Piano Phase Arrangé en Marimba Phase en 1985.
- 1967 : Violin Phase Arrangé en Electric Guitar Phase en 2000.
- 1967 : My Name Is
- 1968 : Pendulum Music
- 1969 : Pulse Music
- 1969 : Four Log Drums
- 1970 : Four Organs
- 1970 : Phase Patterns
- 1971 : Drumming
- 1972 : Clapping Music
- 1973 : Music for Pieces of Wood
- 1973 : Music for Mallet Instruments, Voices, and Organ
- 1973 : Six Pianos Arrangé en Six Marimbas en 1986 et en Piano Counterpoint en 2011.
- 1976 : Music for 18 Musicians
- 1978 : Music for a Large Ensemble
- 1979 : Variations for Winds, Strings and Keyboards
- 1981 : Tehillim
- 1982 : Vermont Counterpoint Arrangé en Tokyo/Vermont Counterpoint en 2000.
- 1983 : Eight Lines Est également connu sous le nom de sa première version, Octet, composée en 1979.
- 1984 : The Desert Music
- 1985 : Sextet
- 1985 : New York Counterpoint
- 1986 : Three Movements
- 1987 : Electric Counterpoint, composé pour Pat Metheny
- 1987 : The Four Sections
- 1988 : Different Trains
- 1993 : The Cave La pièce Typing Music est un extrait du premier acte.
- 1993 : Duet
- 1994 : Nagoya Marimbas Existe aussi sous le titre Nagoyas Guitars.
- 1995 : City Life
- 1995 : Proverb
- 1998 : Triple Quartet
- 1999 : Know What Is Above You
- 2002 : Three Tales
- 2002 : Dance Patterns
- 2003 : Cello Counterpoint
- 2004 : You Are (Variations)
- 2005 : Variations for Vibes, Pianos, and Strings
- 2006 : Daniel Variations, dédié à Daniel Pearl
- 2008 : Double Sextet
- 2009 : 2×5
- 2009 : Mallet Quartet
- 2011 : WTC 9/11
- 2011 : Finishing the Hat
- 2013 : Radio Rewrite
- 2014 : Quartet
- 2015 : Pulse
- 2016 : Runner
- 2017 : For Bob[66]
- 2018 : Music for Ensemble and Orchestra
- 2019 : Reich/Richter
- 2021 : Traveler's Prayer pour quatre chanteurs et onze instrumentistes
- 2023 : Jacob's Ladder

## Prix et distinctions
- 1986 : Bessie Award pour Sextet et son travail collaboratif avec la chorégraphe Laura Dean sur la pièce Impact
- 1989 : premier Grammy Award pour Different Trains
- 1994 : membre de l'American Academy of Arts and Letters
- 1995 : membre de l'Académie bavaroise des beaux-arts
- 1999 : deuxième Grammy Award pour Music for 18 Musicians (nouvel enregistrement)
- 1999 :  Commandeur de l'ordre des Arts et des Lettres
- 2000 : Schuman Prize de l’université Columbia
- 2006 : Praemium Imperiale, pouvant être considéré comme le prix Nobel de musique
- 2006 : membre de l'Académie Franz Liszt de Budapest
- 2007 : prix Polar Music remis le 21 mai 2007 par le roi Charles XVI Gustave de Suède
- 2009 : prix Pulitzer le 20 avril 2009 pour Double Sextet créé en 2008
- 2016 : prix Nemmers en composition musicale
- 2016 : Docteur honoris causa du Royal College of Music[67]

Il est lui-même membre du jury du prix de composition Tōru Takemitsu en 2008

## Discographie sélective
Ce chapitre n'a pas pour vocation à être exhaustif des quelque 140 disques publiés des œuvres de Reich mais à recenser les enregistrements essentiels de la discographie du compositeur :
- Drumming, par l'ensemble Steve Reich and Musicians, Deutsche Grammophon, 1974 (réédité en 2003)
- Music for 18 Musicians, par l'ensemble Steve Reich and Musicians, ECM Records, 1978
- Octet - Music for a Large Ensemble - Violin Phase, par l'ensemble Steve Reich and Musicians, ECM Records, 1980
- Variations for Winds, Strings and Keyboards/Music for Mallet Instruments, Voices and Organ/ Six Pianos, par le San Francisco Symphony Orchestra dirigé par Edo de Waart et l'ensemble Steve Reich & Musicians, Philips Classics, 1984
- The Desert Music, par l'ensemble Steve Reich and Musicians et l'Orchestre philharmonique de Brooklyn dirigé par Michael Tilson Thomas, Nonesuch Records, 1985
- Sextet - Six Marimbas par l'ensemble Steve Reich and Musicians et l'Ensemble Nexus, Nonesuch Records, 1986
- Different Trains - Electric Counterpoint par le Kronos Quartet et Pat Metheny, Nonesuch Records, 1989
- The Four Sections - Music for Mallet Instruments, Voices, and Organ, par le London Symphony Orchestra dirigé par Michael Tilson Thomas et l'ensemble Steve Reich and Musicians, Nonesuch Records, 1990
- Early Works: Piano Phase, It's Gonna Rain, Clapping Music, Come Out, par Steve Reich, Nonesuch Records, 1992
- Tehillim - Three Movements par le Schönberg Ensemble dirigé par Reinbert de Leeuw et le London Symphony Orchestra dirigé par Michael Tilson Thomas, Nonesuch Records, 1994
- Tehillim, par l'ensemble Steve Reich and Musicians, ECM Records, 1994
- The Cave, par le Steve Reich Ensemble dirigé par Paul Hillier, Nonesuch Records, 1995
- Proverb - Nagoya Marimbas - City Life, par le Theater of Voices et le Steve Reich Ensemble dirigés par Paul Hillier, Nonesuch Records, 1996
- Music for 18 Musicians, par l'ensemble Steve Reich and Musicians, Nonesuch Records, 1997
- Reich Remixed, collectif, Nonesuch Records, 1999
- Triple Quartet - Electric Guitar phase - Music for a Large Ensemble - Tokyo/Vermont Counterpoint, par le Kronos Quartet et le Steve Reich Ensemble, Nonesuch Records, 2001
- Three Tales, par l'ensemble Steve Reich and Musicians, Nonesuch Records, 2003
- You Are (Variations) - Cello Counterpoint, par la Los Angeles Master Chorale et Maya Beiser, Nonesuch Records, 2005
- Coffrets Steve Reich - Phases (10 disques) et Steve Reich - Works 1965-1995 (5 disques), Nonesuch Records, 2006
- Sextet, Piano Phase, Eight Lines par le London Steve Reich Ensemble, CPO, 2007
- Daniel Variations - Variations for Vibes, Pianos & Strings, par la Los Angeles Master Chorale et le London Sinfonietta, Nonesuch Records, 2008
- Double Sextet - 2×5, par Eighth Blackbird et Bang on a Can, Nonesuch Records, 2010

### Documentaire
- Steve Reich - Phase to Face, film documentaire de Éric Darmon et Franck Mallet, Euroarts, 2011